# Mohammed Riyadh
Mohammed Riyadh Jasim Al-Khafaji, född 20 februari 1994, är en irakisk roddare.
Riyadh tävlade för Irak vid olympiska sommarspelen 2016 i Rio de Janeiro, där han slutade på 21:a plats i singelsculler.